# Roald Amundsen (futbolista)
Roald Amundsen (Mjøndalen, 18 de setembre de 1913 - Mjøndalen, 29 de març de 1985) fou un futbolista noruec de la dècada de 1930.
Fou convocat com a jugador reserva a la selecció de futbol de Noruega que participà en el Mundial de 1938, però mai va arribar a debutar amb la selecció. Disputà dos partits amb la selecció B. Pel que fa a clubs, defensà els colors del Mjøndalen IF, on guanyà la copa de 1937.